# Lindsay Robins
Lindsay Robins (ur. 18 grudnia 1986 w Montrealu w prowincji Quebec w Kanadzie) – kanadyjska piosenkarka rockowa i autorka tekstów muzycznych. Wydała solowy album Dirty Chemistry w wytwórni Aquarius Recorgs. Napisała i wykonała piosenkę Shooting Star w serialu Gwiazda od zaraz.

## Życiorys
Lindsay spędziła dzieciństwo otoczona muzyką. Jej matka śpiewała na weselach. Wraz z nią w wieku 6 lat po raz pierwszy wystąpiła na jednym ze ślubów. Kiedy miała 15 lat pisała już piosenki, grała na gitarze i na pianinie oraz nagrała demo.
Jej debiutancka płyta Dirty Chemistry została wyprodukowana przez Christhopera Warda i Freda St. Gelaisa, którzy pracowali z takimi artystami jak Alannah Myles, Amanda Marshall, Randy Bachman oraz Alexz Johnson przy nagrywaniu piosenek do serialu Gwiazda od zaraz.
Lindsay Robins pojawiła się na soundtracku trzeciego sezonu Gwiazdy od zaraz, gdzie zaśpiewała utwór Shooting Star. Napisała również piosenkę Never Enough do drugiej serii. W serialu te dwa utworu są wykonywane przez Patsy Sewer (graną przez Zoie Palmer). 
Wydała trzy single pochodzące z jej debiutanckiego albumu: Freaks, What would you do oraz I can’t forget your face. Występowała na tej samej scenie co Simple Plan, Mobile i Eva Avila.
Teraz Lindsay wraz z Jochem Randem, gitarzystą zespołu Stone Sour tworzą rockowy zespół Moonshot.

## Dyskografia
Dirty Chemistry
- Time Bomb
- Breakdown
- Freaks
- Possession
- Lies
- Catastrophe
- Home
- Sometimes
- What would you do
- Through the mirror
- I can't forget your face
- Terrified